# Basílica del Sagrado Corazón (La Plata)
La Basílica del Sagrado Corazón está localizada en la ciudad de La Plata, en la intersección de las calles 58 y 9 y Diagonal 73, provincia de Buenos Aires, Argentina. 
Se realiza la primera misa para personas sordas en La Plata. Pertenece a la arquidiócesis de La Plata.
Es de estilo románico-bizantino con influencias moriscas. En su interior, la capilla de los mártires se destaca por la gran riqueza de sus reliquias.

## Historia
El templo comenzó a construirse en 1898 y finalizó en 1902. La cruz de 11 metros de alto, que se encuentra sobre la torre, se colocó recién en 1913; se ideó tras la visita realizada a la ciudad de La Plata de monseñor Juan Cagliero, en 1885. En 1966 el papa Pablo VI elevó la parroquia al título de basílica menor.
Actualmente, se encuentra a cargo el padre Carlos Pomar (párroco) como padre director de obra. Esta institución además de desarrollar tareas educativas en los colegios dirigidos por la congregación, cuenta con diversos grupos parroquiales como los Exploradores de Don Bosco, el grupo Mallín, ADMA, entre otros.

Su majestuosa estructura lleva a la Basílica como centro organizador de eventos culturales por su excelente acústica llevando a ser la elegida de prestigiosos coros como el Glee Club de la Universidad de Michigan donde se presentó el jueves 16 de mayo del 2024.